# Louis Lazare Dajot
 (juillet 2008).
Améliorez-le ou discutez des points à vérifier. 
 (septembre 2016).
Si vous disposez d'ouvrages ou d'articles de référence ou si vous connaissez des sites web de qualité traitant du thème abordé ici, merci de compléter l'article en donnant les références utiles à sa vérifiabilité et en les liant à la section « Notes et références ».
Louis-Lazare Dajot ou d'Ajot, né le 10 janvier 1717 à Lille et mort le 31 janvier 1786 au château de Bel-Ombre à Dammarie-lès-Lys, est un ingénieur et militaire français.

## Origine et descendance
Fils de Lazare Dajot, capitaine au régiment de La Fère, et de Madeleine Guillard, Louis-Lazare Dajot est issu d'une famille bourgeoise fixée en Flandres au début du XVIIIe siècle (peut-être d'origine bourguignonne).
Il se marie à Lille le 8 janvier 1748, avec Philippine Bataille de Sapignies (1725-1800), et a deux enfants :
- Marie-Louise d'Ajot (1752-1831) mariée le 18 octobre 1785 avec Pierre de Fremond, sieur de La Merveillère (1737-1805), officier du corps royal du génie.
- Auguste d'Ajot, lieutenant au régiment de Brie.

## Biographie
Louis-Lazare Dajot est enseigne en 1728, puis lieutenant en 1730, il servit pendant 6 ans dans le régiment d’infanterie de la Fère puis entra dans l’armée du génie. 
Il est diplômé ingénieur en 1734 et affecté à Lille. Il est promu capitaine en 1744 et fait chevalier de Saint-Louis en 1746.
Il est nommé Ingénieur en chef en second à Béthune en 1753, en premier à Dunkerque en 1755.
Il est promu lieutenant-colonel en 1758 et colonel en 1763 puis envoyé à Vienne pour servir l'impératrice Marie-Thérèse dans sa guerre contre le roi Frédéric II de Prusse.
Il est nommé directeur des fortifications de Flandres en 1768, de Bretagne en 1772 (en résidence à Brest), d'Aunis en 1779 (en résidence à Niort), de Picardie en 1783 (en résidence à Saint-Omer).
Il est promu maréchal de camp en 1780.
Les papiers personnels de Louis Lazare Dajot sont conservés aux Archives nationales sous la cote 125AP.

## Lecours Dajot

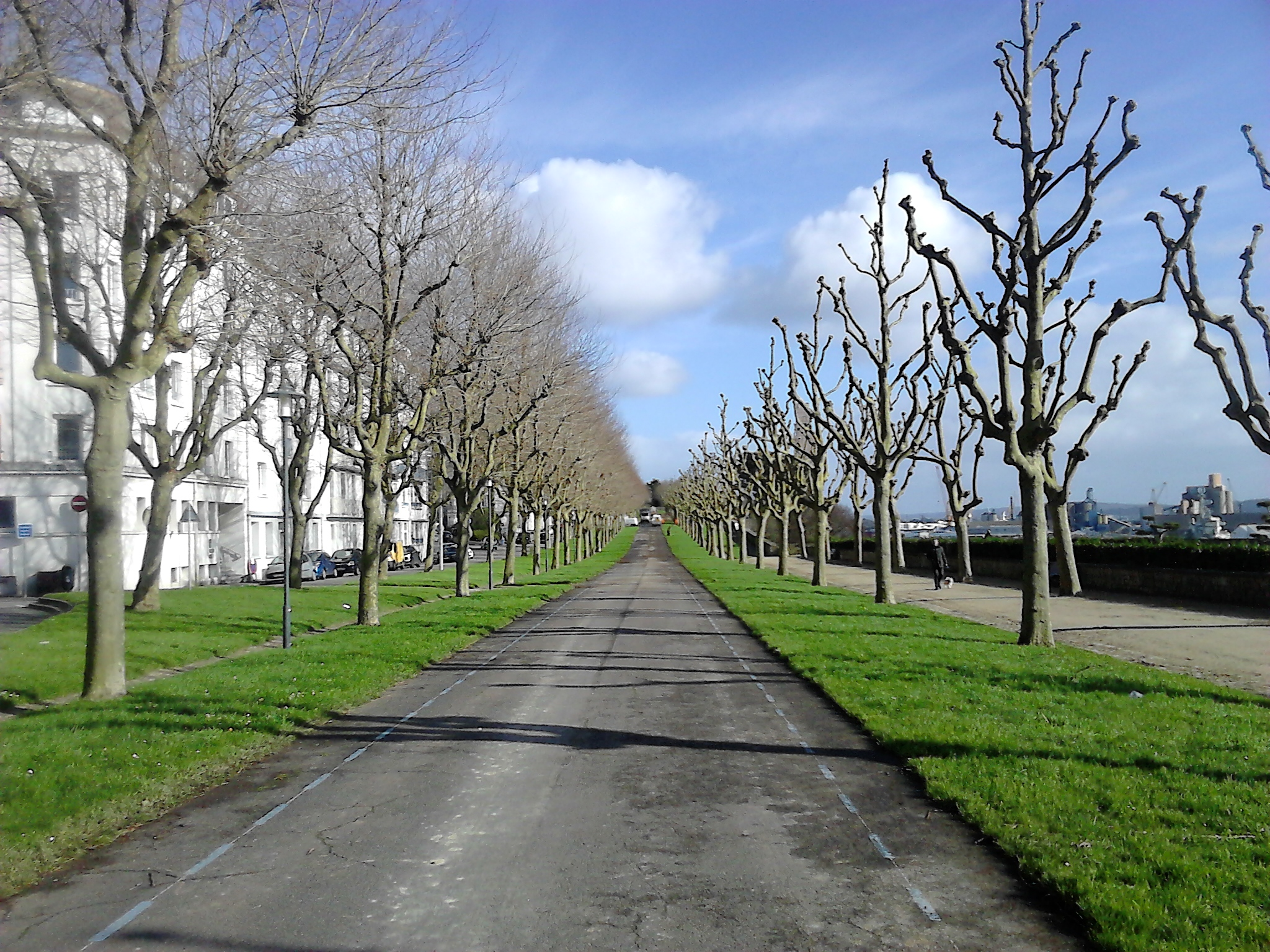
Le cours Dajot à Brest.

Alors qu'il était directeur des fortifications de Bretagne, Dajot proposa en 1769 la construction d'une promenade publique le long du rempart sud-est des fortifications de la ville de Brest construites par Vauban.  
Les premiers ormes furent plantés dès 1775 et le cours fut terminé en 1800. 